# Каменка (приток Туры)
Ка́менка — река в Свердловской области России, правый приток Туры. Протекает по территории городских округов Красноуральск и Верхняя Тура. Длина реки — 12 километров.
Берёт начало из Каменского болота глубиной около полуметра, находящегося вблизи Кушвы и Верхней Туры. Течёт в общем северном направлении мимо горы Камень, через посёлок Каменка-Геолог, пересекает дорогу Р352 Нижний Тагил — Серов. Впадает по правому берегу в Туру у посёлка Дачного на высоте 192,7 метра над уровнем моря.
Основной приток — Смехуновка, впадает справа.

## Данные водного реестра
По данным государственного водного реестра России, Каменка относится к Иртышскому бассейновому округу, водохозяйственный участок реки — Тура от истока до впадения реки Тагил, речной подбассейн Тобола, речной бассейн Иртыша.
Код объекта в государственном водном реестре — 14010501212111200004381.